# 吴玠
吴玠（1093年—1139年7月18日），字晋卿，德顺军陇干（今甘肃静宁）人，后迁居水洛城（今甘肃庄浪），南宋初年抗金名将。父親吳扆為軍校，母親劉氏，生二子吳玠、吳璘。

## 生平
少時沉毅有志节，知兵善骑射，读书能通大义。未冠，以良家子隶泾原军。北宋宋徽宗宣和年间，参与平定方腊之乱和河北群盗，累功權涇原第十將。宋钦宗靖康年初，与西夏军作战中以百餘騎追擊，斬首百四十級，擢第二副將。
南宋宋高宗建炎二年（1128年），金兵入陕，都統制曲端守麻務鎮，命玠為前鋒，進據青溪嶺，逆擊大破之，追奔三十里，金人始有憚意。權涇原路兵馬都監兼知懷德軍。金人攻延安府，經略使王庶召曲端進兵，端駐邠州不赴，且曰：「不如蕩其巢穴，攻其必救。」端遂攻蒲城，命玠攻華州，拔之。后贼人史斌寇汉中，不克，引兵欲取長安，曲端命玠擊斬之，遷忠州刺史（阶官，遙郡刺史，从五品）。张浚受命管制川陕，參議軍事劉子羽誦玠兄弟才勇，浚與玠語，大悅，提拔吴玠为统制，璘掌帳前親兵。建炎四年（1130年），吴玠收复永兴军（今陕西西安），受任永兴军经略使。同年，富平一战失败后，他和其弟吴璘退守和尚原（今陕西宝鸡西南）。與曲端不合，便與張浚合謀使曲端慘死。绍兴元年（1131年），金将没立、乌鲁、拆合来攻，败之。完颜宗弼集重兵再度入侵，吴玠率领劲弓弩兵大破之，遂拜镇西军节度使。三年（1133年），金将完颜杲攻饶风关（今陕西石泉西），入侵兴元府（今陕西汉中）。吴玠退守仙人关（今甘肃徽县南），阻挡了金军入蜀之路。四年（1134年），金军攻仙人关，吴玠破之。自此金军再不敢进窥蜀地。吴玠则升川陕宣抚副使，进检校少师，奉宁、保定军二镇节度使。
紹興九年（1139年），六月二十一日於仙人關咯血而死，卒年四十七。死后，谥号武安，淳熙年间追谥涪王。

## 家族
長子吳拱，曾任右武郎、涇原路兵馬都監、右護軍後部軍官、樞密院副都承旨、利州西路駐札御前中軍都統制、階州、成州、西和州、鳳州副都總管兼成州知州、襄陽府知府、任鄂州駐札御前諸軍都統制、湖北、京西制置使、安遠軍承宣使、利州路安撫使、興元府知府、駐札御前諸軍都統制、侍衛馬軍都指揮使等職。子吴扶、吴撝、吴扩、吴摠。
一说吴拱实为吴扆与婢女的私生子，吴扆害怕妻子刘氏，于是让吴玠抚养吴拱为子。

## 傳記
《宋史》卷三六六《吳玠傳》

## 延伸阅读
[在维基数据编辑]
 《宋史/卷366》，出自脱脱《宋史》